# シェッガ
シェッガはモーリタニア最北部、アルジェリアとマリの国境に近い集落である。シェッガは軍事要塞からなる。
何世紀もの間シェッガは隊商の中継地として利用されてきた。新石器時代に作られた岩の彫刻がシェッガの砦から500mほど離れたワジに存在している。